# El tercer assassinat
El tercer assassinat (títol original en japonès, 三度目の殺人; transcrit com a Sandome no satsujin) és una pel·lícula de thriller legal japonesa del 2017 editada, escrita i dirigida per Hirokazu Koreeda. Es va projectar a la secció principal de competició del 74a Mostra Internacional de Cinema de Venècia. S'ha subtitulat al català.

## Argument
Tomoaki Shigemori és un advocat encarregat de defensar un client (Misumi), que s'enfronta a la pena de mort si és declarat culpable en un judici per assassinat. Misumi té condemnes anteriors per assassinat i ha confessat el crim, però les proves del cas fan que Shigemori tingui dubtes sobre el que va passar realment.

## Repartiment
- Masaharu Fukuyama com a Tomoaki Shigemori
- Kōji Yakusho com a Misumi Takashi
- Suzu Hirose com a Sakie Yamanaka
- Yuki Saito com la mare de Sakie
- Kōtarō Yoshida com a Daisuke Settsu
- Shinnosuke Mitsushima com a Kawashima
- Izumi Matsuoka com Akiko Hattori
- Mikako Ichikawa com a Shinohara
- Isao Hashizume com Akihisa Shigemori
- Aju Makita com la filla de Tomoaki
- Hajime Inoue com a Ono

## Producció
Hirokazu Koreeda es va inspirar per escriure un thriller de la sala de tribunals després de conversar amb el seu amic, un advocat, sobre les experiències d'aquest últim als tribunals. Koreeda va saber que hi ha una bretxa entre la percepció del poble japonès del tribunal com un espai on la gent apunta a la veritat i el que és realment: un espai perquè els advocats "facin ajustaments al conflicte d'interessos". Koreeda va basar els antecedents del seu guió en l'especulació de "què passaria si un advocat realment comencés a voler saber la veritat?"
Durant el procés de desenvolupament, escriure el guió va ser la part més difícil d'abordar per Koreeda, ja que no coneixia com treballaven els advocats al sistema de justícia. Va reunir set advocats durant uns mesos per organitzar judicis simulats i entrevistes simulades d'un criminal, mentre prenia notes sobre el seu llenguatge i els seus processos de pensament.
A més del tema, una altra desviació per a Koreeda va ser l'ús de la pel·lícula del format Cinemascope, que no havia utilitzat en les seves pel·lícules anteriors.

## Recepció

### Recepció crítica
Al lloc web de l'agregador de ressenyes Rotten Tomatoes, El tercer assassinat té una puntuació d'aprovació del 87% basada en 83 ressenyes, amb una puntuació mitjana de 7,05/10. El consens crític del lloc web diu: "El tercer assassinat fa un treball satisfactori dels seus temes de gran pes, fins i tot si no està del tot compatible amb els millors esforços de l'escriptor i director Hirokazu Koreeda." A Metacritic, la pel·lícula té una puntuació mitjana de 66 sobre 100, basada en 12 crítiques, que indica "crítiques generalment favorables".
Deborah Young de The Hollywood Reporter va fer una crítica positiva de la pel·lícula, afirmant que "encara que els sentiments són diferents dels perceptius contes familiars de l'escriptor i director japonès com Umi yori mo Mada Fukaku, té la mateixa claredat de pensament i precisió d'imatge que el seu millor treball."

### Premis
| Premi                              | Categoria                 | Nominat              | Resultat  |
| ---------------------------------- | ------------------------- | -------------------- | --------- |
| 42ns Hochi Film Award              | Millor actor secundari    | Kōji Yakusho         | Guanyador |
| 30ns Nikkan Sports Film Award      | Millor pel·lícula         | El tercer assassinat | Nominat   |
| 30ns Nikkan Sports Film Award      | Millor actor              | Masaharu Fukuyama    | Nominat   |
| 30ns Nikkan Sports Film Award      | Millor actor secundari    | Kōji Yakusho         | Guanyador |
| 30ns Nikkan Sports Film Award      | Millor actriu secundària  | Suzu Hirose          | Nominat   |
| 72ns Premis de Cinema Mainichi     | Best Screenplay           | Hirokazu Koreeda     | Nominat   |
| 72ns Premis de Cinema Mainichi     | Millor actor secundari    | Kōji Yakusho         | Guanyador |
| 72ns Premis de Cinema Mainichi     | Millor actriu secundària  | Suzu Hirose          | Nominat   |
| 72ns Premis de Cinema Mainichi     | Millor fotografia         | Mikiya Takimoto      | Nominat   |
| 72ns Premis de Cinema Mainichi     | Millor direcció artística | Yōhei Taneda         | Nominat   |
| 72ns Premis de Cinema Mainichi     | Millor música             | Ludovico Einaudi     | Nominat   |
| 60ns Premis Blue Ribbon            | Millor pel·lícula         | El tercer assassinat | Nominat   |
| 60ns Premis Blue Ribbon            | Millor director           | Hirokazu Koreeda     | Nominat   |
| 60ns Premis Blue Ribbon            | Millor actor secundari    | Kōji Yakusho         | Nominat   |
| 60ns Premis Blue Ribbon            | Millor actriu secundària  | Yuki Saito           | Guanyador |
| 60ns Premis Blue Ribbon            | Millor actriu secundària  | Suzu Hirose          | Nominat   |
| 12ns Asian Film Awards             | Millor pel·lícula         | El tercer assassinat | Nominat   |
| 12ns Asian Film Awards             | Millor actriu secundària  | Suzu Hirose          | Nominat   |
| 41ns Premis de l'Acadèmia Japonesa | Pel·lícula de l'any       | El tercer assassinat | Guanyador |
| 41ns Premis de l'Acadèmia Japonesa | Director de l'any         | Hirokazu Koreeda     | Guanyador |
| 41ns Premis de l'Acadèmia Japonesa | Guió de l'any             | Hirokazu Koreeda     | Guanyador |
| 41ns Premis de l'Acadèmia Japonesa | Millor pel·lícula editada | Hirokazu Koreeda     | Guanyador |
| 41ns Premis de l'Acadèmia Japonesa | Millor actor secundari    | Kōji Yakusho         | Guanyador |
| 41ns Premis de l'Acadèmia Japonesa | Millor actriu secundària  | Suzu Hirose          | Guanyador |
| 41ns Premis de l'Acadèmia Japonesa | Millor música             | Ludovico Einaudi     | Nominat   |
| 41ns Premis de l'Acadèmia Japonesa | Millor fotografia         | Mikiya Takimoto      | Nominat   |
| 41ns Premis de l'Acadèmia Japonesa | Millor il·luminació       | Norikiyo Fujii       | Nominat   |
| 41ns Premis de l'Acadèmia Japonesa | Millor gravació de so     | Kazuhiko Tomita      | Nominat   |